# Erika Bornay Campoamor
Erika Bornay Campoamor (Barcelona, 3 de març de 1947) és una historiadora de l'art, escriptora i investigadora catalana especialitzada en la iconografia de la dona en l'art, a la qual ha dedicat múltiples assajos i novel·les. L'any 2013 va rebre el premi a millor teòrica/crítica de l'associació Dones a les Arts Visuals.
Com a autora i escriptora, s'ha centrat des dels inicis de la seva carrera en els estudis sobre art i gènere. "Les filles de Lilith", "La cabellera femenina: un diàleg entre poesia i pintura", "Les dones de la Bíblia en la pintura del Barroc", "Aproximació a Ramón Casas a través de la figura femenina" i "Art s'escriu amb M de dona" són alguns dels seus assajos més reconeguts.
Amb "Els diaris de Fiona Courtauld" Bornay se separa de l'assaig per endinsar-se en el gènere de la ficció, i evitant recórrer a temes comercials, segons les seves paraules "com a docent vaig pensar que no podia recórrer a temes vendibles, sinó que en el que escrivís també havia d'aportar certa informació". En la novel·la, Bornay introdueix referències als intel·lectuals britànics del segle xix al costat de referències artístiques i crítiques cap a l'actitud de la societat victoriana. Posteriorment seguiria publicant dins del gènere amb títols com "Les històries secretes que Hopper va pintar" i "Dilluns al carrer Slova. La dona bosniana", al costat de tres novel·les, l'última d'elles “Amélie Chabrier o l'embriaguesa d'una impostura”.
La seva obra literària es caracteritza per la condició introspectiva que explora amb enginy i complexitat l'univers femení des de múltiples perspectives. Punt en la seva obra narrativa com en l'acadèmica la dona, el seu món i la seva representació són els elements centrals: tracta a la dona d'una manera complexa, enriquidor i amb pluralitat de lectures. Bornay també ha publicat articles crítics en el periòdic espanyol "El País", com per exemple "La iconografia del poder" o "Turner, poeta de la llum". L'any 2015 comissària, entre d'altres, l'exposició "L'altre jo. De la màscara al selfie: retrats i figures en el Museu Abelló".

## Obres
- Historia Universal del Arte del Siglo XIX. 1986 – Planeta
- Las hijas de Lilith. 1990 – Cátedra
- Aproximación a Ramón Casas a través de la figura femenina. 1992 – Ausa.
- La cabellera femenina. Un diálogo entre poesía y pintura. 1994 – Cátedra.
- Como reconocer el arte del Neoclásico.  1996 – Edunsa.
- Las mujeres de la Biblia en la pintura del Barroco. 1998 – Cátedra.
- Los diarios de Fiona Courtlaud. 2002 – Ed. De la tempestad.
- Arte se escribe con M de Mujer. 2009 – Sd.Edicions.
- Las historias secretas que Hopper pintó. 2009 – Icaria Ed.
- Lunes en la calle Slova. La mujer bosnia. 2012 – Sd.Edicions.
- Amélie Chabrier o la embriaguez de una impostura. 2014 – Sd.Edicions.
- Monólogos perversos ante el espejo. 2017 – Sd.Edicions.
- Mujeres de Berlín. 2020 – Sd.Edicions.
- La femme fatale. Lilith y el demonio. 2020 – Sd.Edicions.
- La mujer de Ramón Casas. Unas memorias apócrifas. 2023. Sd.Edicions.